# Diótörő (eszköz)

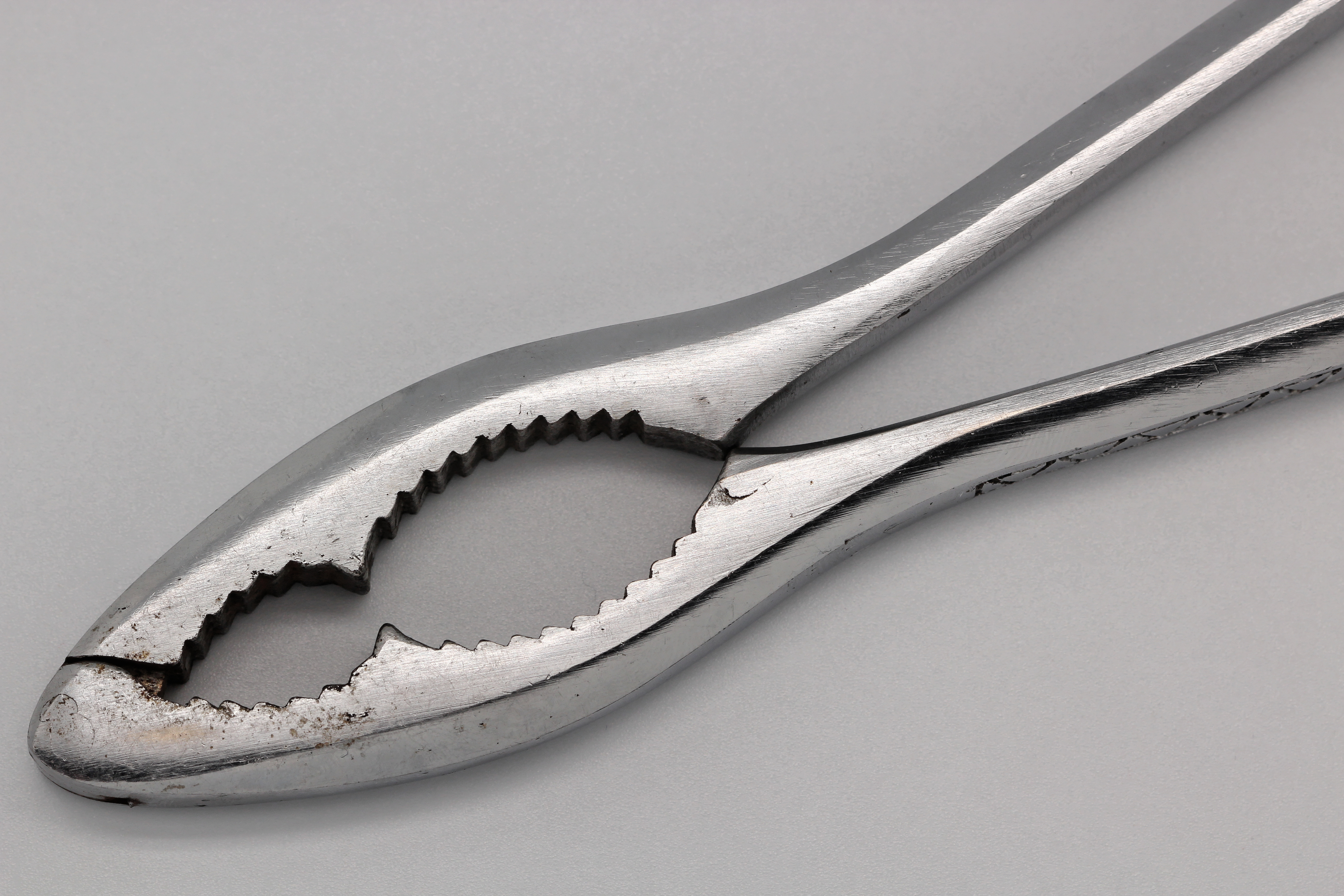
Acél konyhai diótörő

A diótörő olyan eszköz, melynek segítségével csonthéjas magvakat (jellemzően diót) lehet feltörni. A funkcionális, fogóhoz hasonló diótörők mellett ismertek a figuratív diótörők is, melyeknél a mechanika egy fából faragott bábu részét képezi. Az utóbbit gyakran alkalmazzák karácsonyi díszként.

## Formái, működése
Leggyakoribb formája egy fém egykarú emelő (egykarú, mivel az erőkar és a teherkar az elfordulási pont ugyanazon oldalán van). A legkorábbi ilyen eszköz i.e. 330 körülről ismert, és a következő évszázadokból fém (bronz, sárgaréz) diótörők is fennmaradtak. A középkorban a vasból kovácsolt diótörők terjedtek el, de mivel a fémtárgyak drágák voltak, sok háztartásban fából faragtak egyedi diótörő eszközöket. A főúri háztartások számára ugyanakkor gazdagon díszített ezüst, porcelán, elefántcsont diótörők is készültek.
Azonos kivitelezésű eszközt használnak tengeri állatok páncéljának feltörésére (például garnéla, homár).

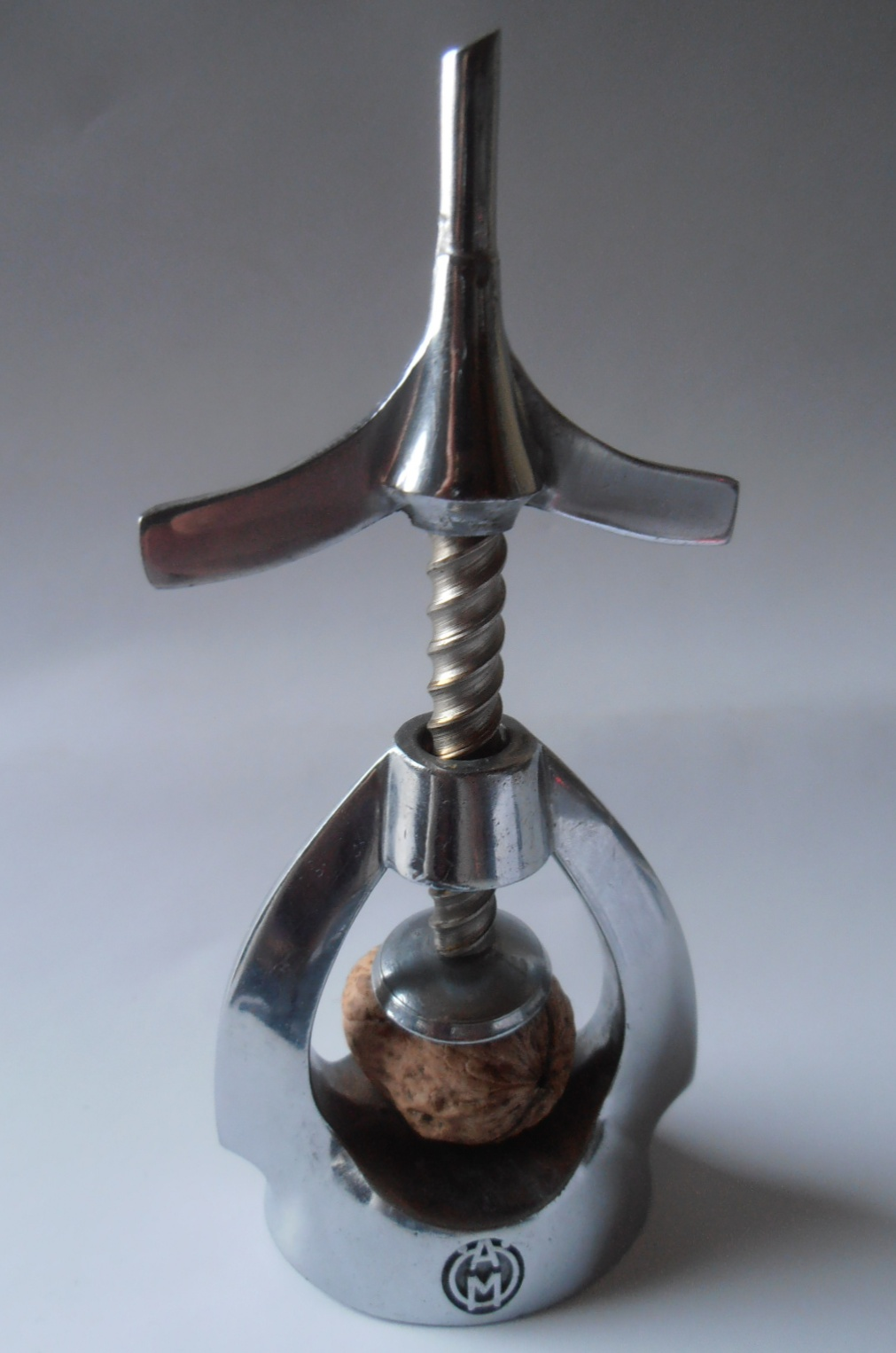
Csavaros elven működő diótörő

A fogó-szerű formán kívül léteznek csavaros elven működő diótörők is; ezt a 17. században találták fel.

## Bábuk

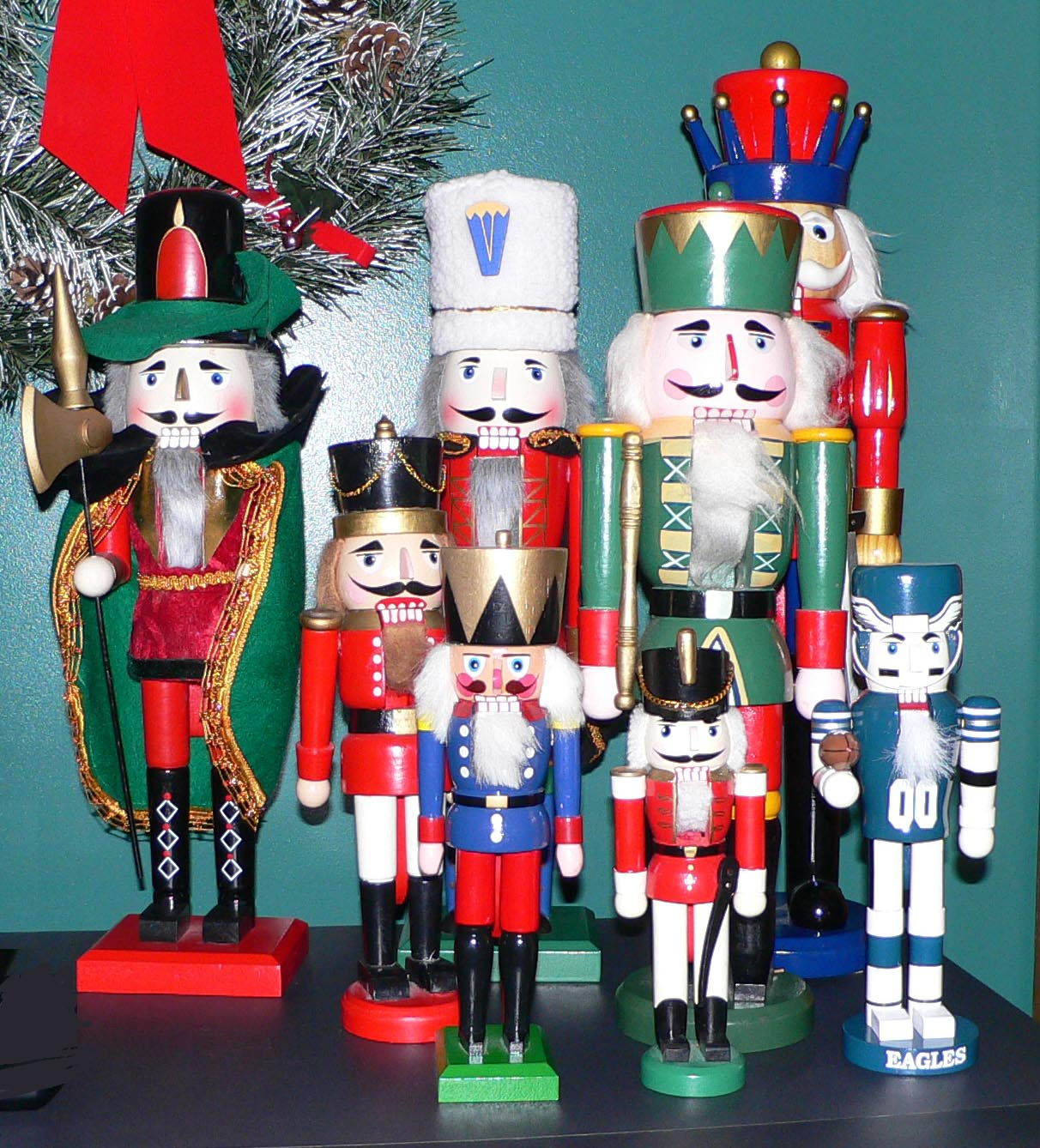
Dekoratív bábuk

A diótörő bábuk fából készülnek, és többnyire játék katonára, ritkábban más játékfigurára (király, postás, bányász, rendőr) hasonlítanak. Ezek a 17. század végén jelentek meg a szászországi Érchegységben, és általában ajándékba adták őket. A német hagyományban a jó szerencsét jelképezik, és elűzik a rossz szellemeket. Később a karácsonyhoz kezdték kötni a diótörőket, bár ennek oka nem tisztázott. 1870-től megindult tömeggyártásuk. Elterjedésüket az 1816-os Diótörő és Egérkirály gyermekmese (melyben egy lány szerelmet vall egy csúnya diótörőnek, minek következtében az egy daliás királyfivá változik) és az ezen alapuló A diótörő balettmű is elősegítette.
A 20. század közepétől gyártott bábuk legtöbbjének már nincs diótörő mechanizmusa, pusztán dekoratív célokat szolgálnak.